# Самарийтриалюминий
Самарийтриалюминий — бинарное неорганическое соединение
самария и алюминия
с формулой Al3Sm,
кристаллы.

## Получение
- Сплавление стехиометрических количеств чистых веществ:

{\displaystyle {\mathsf {Sm+3Al\ {\xrightarrow {1120^{o}C}}\ Al_{3}Sm}}}

## Физические свойства
Самарийтриалюминий образует кристаллы
гексагональной сингонии, пространственная группа P 63/mmc, параметры ячейки a = 0,6383 нм, c = 0,4598 нм, Z = 2,
структура типа станнида триникеля Ni3Sn
.
Соединение образуется по перитектической реакции при температуре 1120 °C
.